# Seine-Saint-Denis
Seine-Saint-Denis är ett franskt departement, i regionen Île-de-France. Huvudort är Bobigny. Här finns bland annat klosterkyrkan Saint-Denis.
Seine-Saint-Denis och två andra små departement, Hauts-de-Seine och Val-de-Marne, bildar en ring runt Paris, känd som Petite Couronne (dvs "liten krona").